# Ultimul: Naruto Filmul
Ultimul: Naruto Filmul al seriei anime Naruto: Shippuden se bazează pe seria manga Naruto de Masashi Kishimoto. Ultimul: Naruto Filmul din Naruto: Shippuden, serie de anime, este regizat de Tsuneo Kobayashi și produs de Studioul Pierrot și TV Tokyo și a avut premiera pe data de 6 decembrie 2014 la cinema în Japonia.

## Povestea
Au trecut doi ani de la al Patrulea Război Mondial Shinobi, iar lumea este încă o dată existentă în armonie, până când o altă amenințare pune planeta în pragul distrugerii. În mijlocul catastrofei, sora lui Hinata Hyuga, Hanabi Hyuga, este brusc răpită. Naruto Uzumaki, împreună cu o echipă de ninja: Sakura Haruno, Sai, Shikamaru Nara, și Hinata Hyuga, stabiliți pentru a o salva pe Hanabi Hyuga din ghearele rele ale lui Toneri Otsutsuki. În timp ce ei se apropie și mai aproape de finalizarea misiunii lor, ei se confruntă cu mai mulți adversari, care pune soarta planetei în fața incertitudinii. Echipa se grăbește să încheie ultima bătălie.